# Rasmus Højgaard
Rasmus Højgaard (født 12. marts 2001) er en dansk professionel golfspiller, der har spillet på European Tour, hvor han vandt sin første turnering i 2019.
Rasmus er født og opvokset i Billund, Rasmus Højgaard er tvilling og hans bror Nicolai Højgaard er ligeledes professionel golfspiller. Den 2. juli 2021 blev Rasmus Højgaard udtaget til sommer-OL 2020  i Tokyo.

## Eksterne links
- Rasmus Højgaards profil på Olympedia (engelsk)
- Rasmus Højgaards profil hos Official World Golf Ranking (engelsk)
- Rasmus Højgaards profil hos EuroTour (engelsk)
- Rasmus Højgaards profil på European Tour